# Vero Wynne-Edwards
Vero Copner Wynne-Edwards CBE (* 4. Juli 1906 in Leeds; † 5. Januar 1997 in Banchory, Schottland) war ein britischer Zoologe, der 1962 in seinem Buch Animal Dispersion in Relation to Social Behaviour die Theorie der Gruppenselektion entwickelte. Über eine Zeitspanne von 68 Jahren hinweg publizierte er ökologische Studien und spielte so auch eine Schlüsselrolle bei der Etablierung der Ökologie als eigenständiges akademisches Fach. Von 1946 bis 1974 war er an der University of Aberdeen tätig, zuletzt als Regius Professor of Natural History.

## Leben
Vero Wynne-Edwards war das fünfte Kind von sechs Kindern seiner Eltern; er wuchs in Leeds auf, wo sein Vater die Leeds Grammar School leitete und die er selber ab 1914 besuchte. 1920 wurde er in die Rugby School, ein Internat in Rugby (Warwickshire), eingeschult, das neben den üblichen Unterrichtsfächern auch Arbeitsgemeinschaften für Astronomie und andere naturkundliche Themen anbot und beispielsweise auch über eine Herbarium verfügte. Sein bereits von seinem Vater gefördertes Interesse am Fachgebiet Botanik und seine genaue Kenntnis der Besonderheiten einheimischer kalkliebender Pflanzen führten dazu, dass er 1922 auf dem Berg Ingleborough eine in Großbritannien nur dort vorkommende, extrem seltene Art der Gattung Arenaria entdeckte und sie von ihren beiden häufigeren Schwesterarten unterscheiden konnte.
Ab 1924 begann er am New College der University of Oxford mit dem Studium der Zoologie, in der Hoffnung, in Kontakt mit Julian Huxley zu kommen, der allerdings bereits 1925 ans King’s College London wechselte. Daraufhin wurde dessen Schüler, Charles Sutherland Elton, Wynne-Edwards Studienleiter. Während der Semesterferien arbeitete er ab 1925 in meeresbiologischen Forschungsstationen, zunächst auf der Isle of Man und in den beiden folgenden Jahren in Plymouth. Nach Abschluss seines Zoologie-Studiums in Oxford im Jahr 1927 erhielt er ein Stipendium, dank dessen er zwei Jahre lang am Plymouth Marine Laboratory eine erste außeruniversitäre Beschäftigung fand. Er wurde u. a. beauftragt, den Sexualdimorphismus von Jassa falcata, einem Sichelflohkrebs zu erforschen, was jedoch an technischen Problemen scheiterte, so dass er sich neben der meeresbiologischen Laborarbeit auch dem Zugverhalten der Stare zuwandte, die im Spätherbst, von Skandinavien kommend, in Großbritannien überwintern. 1929 nahm er eine Stelle als wissenschaftlicher Mitarbeiter (assistant lecturer) für Zoologie an der University of Bristol an, erhielt jedoch schon wenige Wochen später das Angebot, Assistant Professor in Kanada zu werden, weswegen er im September 1930 an die McGill-Universität in Montreal wechselte.
Nachdem Kanada zu Beginn des Zweiten Weltkriegs gemeinsam mit Großbritannien Kriegsgegner des NS-Staates geworden war, behielt Wynne-Edwards zwar seine Stelle an der McGill-Universität, unterrichtete ab 1939 aber überwiegend physikalische Grundlagen der Radargeräte in Schnellkursen für die künftigen Radar-Techniker der Royal Canadian Air Force.
1946 kehrte Wynne-Edwards nach Großbritannien ins zoologische Institut von Aberdeen in Schottland zurück, wo er als Regius Professor of Natural History bis zu seiner Emeritierung im Jahr 1974 blieb und auch botanische Themen aufgriff. Seine Professur übergab er an George Mackenzie Dunnet, der die zoologische Forschungsstation in Cultery aufgebaut hatte.
Vero Wynne-Edwards war verheiratet mit Jeannie Morris, die einander während des Studiums in Oxford kennengelernt hatten. Das Paar hatte zwei Kinder. Seine Bibliothek und sein umfangreiches Schrifttum wurden der Bibliothek der Queen’s University in Ontario (Kanada) übereignet und werden dort in der Jeannie and Vero Wynne-Edwards Collection verwahrt.

## Forschungsthemen

### Meeresvögel
1930, auf der Überfahrt mit der Empress od Scotland von Southampton nach Kanada, war ihm aufgefallen, dass – in Abhängigkeit von der Entfernung zur Küste – unterschiedliche Vögel zu beobachten sind: Er entdeckte so die Grundmuster der Artenzusammensetzung von Uferzone, Kontinentalsockel und Tiefsee. In der Folgezeit genehmigte ihm der Direktor der Cunard Line, dass er kostenlos auf dem Passagier- und Postschiff Ascania über den Atlantik transportiert wurde, sodass er zwischen Mai und September 1933 bei insgesamt vier Hin- und vier Rückfahrten zwischen Montreal und England die saisonal unterschiedlichen Aufenthaltsorte der Meeresvögel kartieren konnte. Seine 1935 publizierte Studie wurde von der Boston Society of Natural History mit dem Walker Prize ausgezeichnet.

### Botanische Studien
1932, in seinem zweiten Sommer in Kanada, machte er einen Ausflug in die Chic-Chocs-Berge, um am Mont Albert die ungewöhnlich reichhaltige alpine Pflanzenwelt in Augenschein zu nehmen. Auch in den folgenden Jahren unternahm er mehrere Exkursionen in den Norden Kanadas, woraus diverse Facharbeiten zur Pflanzenwelt der Arktis und der Subarktis hervorgingen.

### Gruppenselektion
In Fachkreisen bekannt geworden ist Vero Wynne-Edwards spätestens 1962, nachdem er in seinem 650 Seiten starken Werk Animal Dispersion in Relation to Social Behaviour die Theorie der Gruppenselektion formuliert hatte, in der unterstellt wird, dass die natürliche Auslese im Sinne von Charles Darwin nicht nur am Individuum ansetzt, sondern auch an sozialen Gruppen. Er argumentierte, dass das Verhalten der Tiere häufig altruistisch sei, also ihrer Gruppe nützt und erst dadurch – indirekt – auch ihrem eigenen Überleben.
Seine Theorie war von Beginn an unter Evolutionsforschern umstritten und wird auch heute noch von der Mehrzahl abgelehnt; die Auseinandersetzungen über seine Thesen führten aber zu vielen Forschungsprojekten auf dem Gebiet der Soziobiologie, insbesondere zum Verhalten von Vögeln, da auch bekannte Forscher wie Edward O. Wilson in die Debatte eingriffen.

## Ehrungen
Seit 1950 war Wynne-Edwards Mitglied der Royal Society of Edinburgh. Ferner war er seit 1970 Mitglied der Royal Society und seit 1973 Commander des Order of the British Empire (CBE).
Die Royal Society of Edinburgh verlieh ihm 1973 den Neill Prize, und 1980 erhielt er die Frink Medal der Zoological Society of London.

## Schriften (Auswahl)
- The behaviour of Starlings in winter. In: British Birds. Band 23, 1929, S. 138–153.
- On the habits and distribution of birds on the North Atlantic. In: Proceedings of the Boston Society of Natural History. Band 40, Nr. 4, 1935, S. 233–346.
- Isolated arctic-alpine floras in eastern North America: a discussion of their glacial and recent history. In: Transactions of the Royal Society of Canada (section 5). Band 31, 1937, S. 1–26.
- Some factors in the isolation of rare alpine plants. In: Transactions of the Royal Society of Canada (section 5). Band 33, 1939, S. 35–42.
- Intermittent Breeding of the Fulmar (Fulmarus glacialis (L.)), with some General Observations on Non‐Breeding in Sea‐Birds. In: Proceedings of the Zoological Society of London. Band A109, Nr. 2–3, 1939, S. 127–132, doi:10.1111/j.1096-3642.1939.tb03357.x.
- Freshwater vertebrates of the arctic and subarctic. In: Bulletin 94. Fisheries Research Board of Canada, Ottawa 1952.
- Animal dispersion in relation to social behavior. Oliver and Boyd, Edinburgh 1962.
- Evolution through group selection. Blackwell Scientific Publ., Oxford und London 1986.
- Self Regulating Systems in Populations of Animals. In: Science. Band 147, Nr. 3665, 1965, S. 1543–1548, doi:10.1126/science.147.3665.1543.

## Belege
1. ↑  Vero C. Wynne-Edwards: Backstage and Upstage with ‚Animal Dispersion‘. In: Donald A. Dewsbury: Studying Animal Behavior. Autobiographies of the Founders. Chicago University Press, Chicago und London 1985, ISBN 978-0-226-14410-8, S. 486–512, hier: S. 488.
2. ↑  Vero C. Wynne-Edwards, Backstage and Upstage with ‚Animal Dispersion‘, S. 500.
3. ↑  
The Edinburgh Gazette vom 8. Januar 1946: Mitteilung des Scottish Home Department. (Memento vom 8. April 2016 im Internet Archive)
4. ↑  Jeannie and Vero Wynne-Edwards Collection. Auf: library.queensu.ca, zuletzt abgerufen am 11. April 2022.
5. ↑  The biographical index of former RSE Fellows from 1783-2002. Band 1, S. 287.
6. ↑  Ian Newton: Vero Copner Wynne-Edwards, C. B. E. 4 July 1906–5 January 1997. In: Biographical Memoirs of Fellows of the Royal Society. Band 44, 1998, doi:10.1098/rsbm.1998.0030.
7. ↑  The London Gazette vom 29. Dezember 1972, Supplement 45860, S. 8.
8. ↑  Vero Wynne-Edwards, 90, Evolution Theorist. (Memento vom 14. November 2013 im Internet Archive) Nachruf in der New York Times.

| Personendaten    | Personendaten                                                           |
| ---------------- | ----------------------------------------------------------------------- |
| NAME             | Wynne-Edwards, Vero                                                     |
| ALTERNATIVNAMEN  | Wynne-Edwards, Vero Copner (vollständiger Name); Wynne-Edwards, Vero C. |
| KURZBESCHREIBUNG | britischer Zoologe, Begründer der Ökologie                              |
| GEBURTSDATUM     | 4. Juli 1906                                                            |
| GEBURTSORT       | Leeds                                                                   |
| STERBEDATUM      | 5. Januar 1997                                                          |
| STERBEORT        | Banchory, Schottland                                                    |